# Jesús María Muneta Martínez de Morentin
Jesús María Muneta Martínez de Morentin (Larraga (Navarra), 27 de desembre del 1939) és un musicòleg i compositor de la comarca de Tafalla (Merindad d'Olite).
Va realitzar la carrera eclesiàstica amb els Pares paüls a Pamplona i es va llicenciar en teologia a la Universitat Pontifícia de Salamanca. Va estudiar música als conservatoris de Salamanca, València i Madrid, i també al Pontifici Institut de Música Sacra de Roma.
El 1976 va cofundar l'Institut Musical Turolense, aviat Conservatori Professional de Música, del qual ha estat director i docent. Investigador de la música dels segles XVI, XVII i XVIII,
ha dirigit grups musicals com Agrupación Laudística Gaspar Sanz. Organista i membre de la Reial Acadèmia de Belles Arts de San Fernando, va ser nominat al Premi Príncep de Viana de la Cultura 2008. Fou nomenat Fill Adoptiu de la ciutat de Terol i obtingué la Medalla de Plata de Belles Arts del Ministeri de Cultura d'Espanya (1989), i la Creu de Carles III el Noble l'any 2014.

## Obra
Ha publicat nombroses col·laboracions musicològiques i una desena d'obres. Concertista d'òrgan i prolífic compositor de música simfònica, per a solistes, cor i acompanyament, cor, veu i acompanyament, conjunt instrumental, òrgan, piano i altres instruments, ha estat segon premi del Concurs de composició del Govern de Navarra per Laus Vespertina Seu Magnificat (1982) i premi del Concurs Nacional de Composició per a orgue Cristóbal Halfter per Fantasia hexacordal núm. III (1991). L'obra Evocaciones musicales de Segeda ha sigut interpretada per músics de l'Associació de Músics de Terol i l'Orquestra de Cambra de l'Empordà i també el grup Brillant Magnus Quintet n'han interpretat peces.